# Slick Woods
Simone Thompson (Minneapolis, Minnesota; 13 de agosto de 1996), más conocida como Slick Woods, es una modelo estadounidense, conocida por su cabeza calva, dientes separados, y tatuajes. Woods es parte del movimiento "Modelaje de las Redes Sociales" o "Instagirl" ya que tiene casi un millón de seguidores en dicha red social. Ha modelado para Marc Jacobs. Ha aparecido en varias ediciones internacionales de Vogue y en una campaña de Calvin Klein. Figuró en el calendario Pirelli 2018 junto a celebridades como Naomi Campbell, Lupita Nyong'o, y Diddy.
Kanye West es el responsable del éxito de Woods.

## Primeros años
Thompson creció en Los Ángeles, California. "Slick Woods" es el apodo que le dieron sus amigos. Su madre estaba en la cárcel, y fue criada por su abuela.

## Carrera
Fue descubierta por la modelo Ash Stymest.
Ha hecho campañas de Moschino y Calvin Klein. Ha aparecido en desfiles de Fenty x Puma, Yeezy, Fendi, Marc Jacobs, Miu Miu y Jeremy Scott. Ha aparecido en Vogue Estados Unidos, Vogue Italia, Vogue Japón, Glamour, i-D, Jalouse, Porter, Dazed, V y Love. y trabajó en un comercial de Urban Outfitters.
En septiembre de 2017, Woods reveló que era el nuevo rostro de la marca de maquillaje de Rihanna, Fenty Beauty.
En 2017, ella fue posicionada en la Hot List en models.com.
Actualmente figura en el Top 50 Modelos en models.com.